# Chroicocephalus philadelphia
La gaviota de Bonaparte (Chroicocephalus philadelphia) es una especie de ave charadriforme de la familia Laridae. Anida en Alaska y Canadá. Pasa el invierno en áreas más templadas de América del Norte, México, América Central y las Antillas. En dos ocasiones se ha registrado un ejemplar en Chile. No tiene subespecies reconocidas.

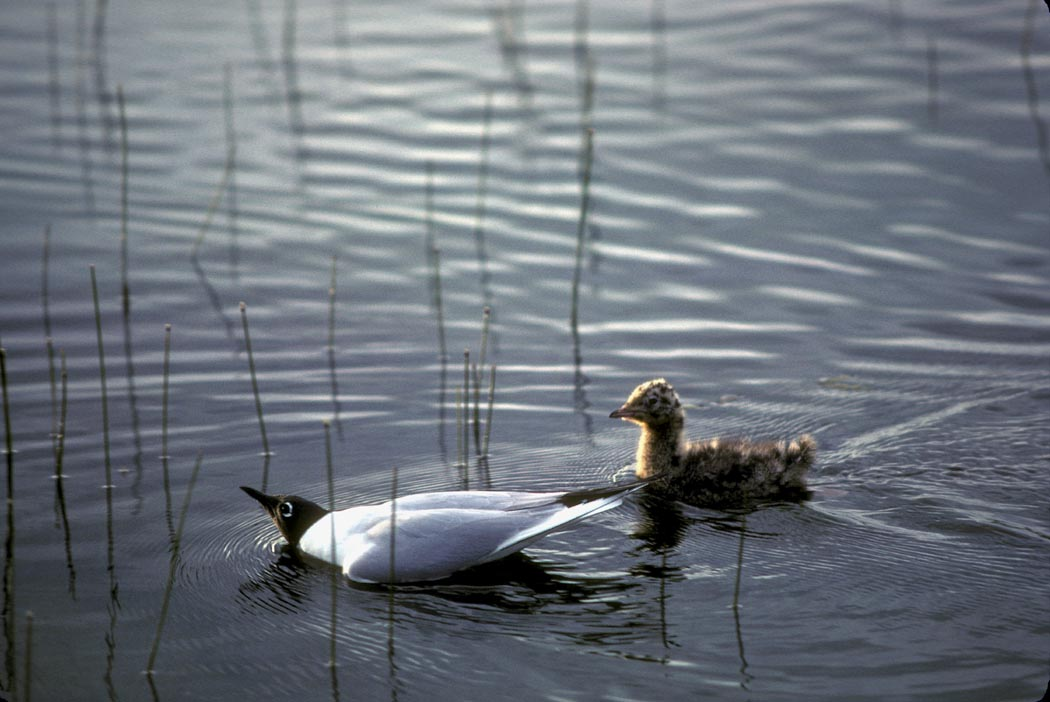
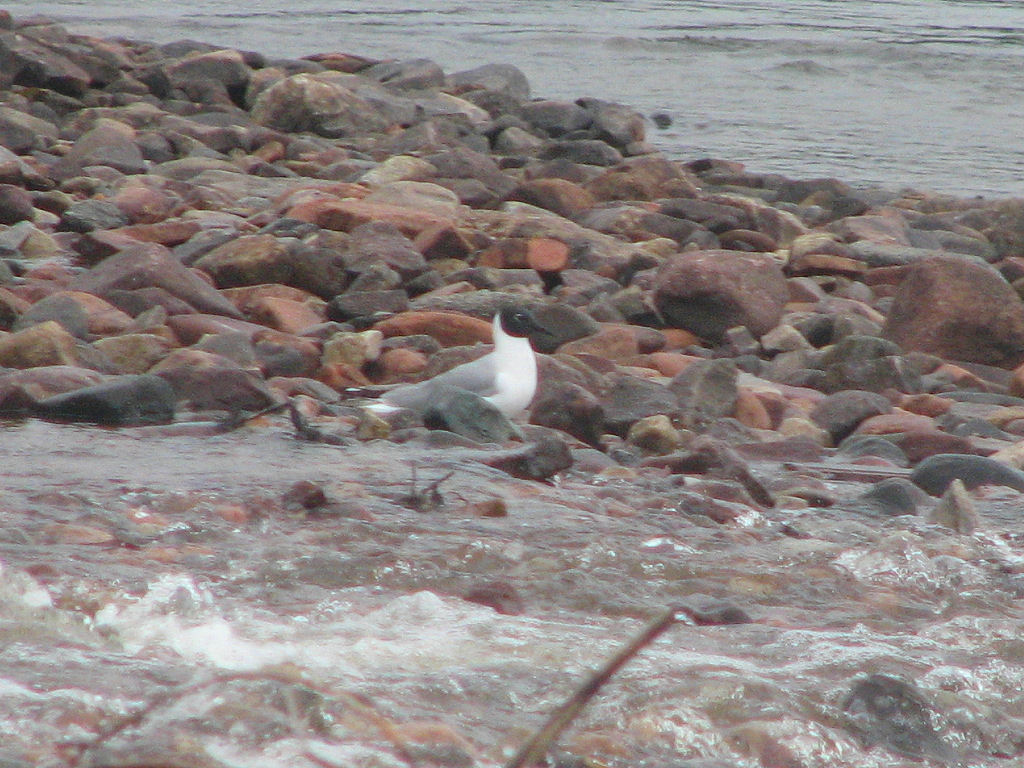